# 台南企業股份有限公司
台南企業股份有限公司，簡稱台南企業、台企或台南；創立於1961年8月26日，為成衣代工生產廠商。初期以生產中低價位成衣為主。現今以位於台南的廠區做為新產品之設計中心與高價產品的生產基地。同時亦將台灣的製程與管理移轉到其他地方，目前據點包括印尼、中國及柬埔寨等。而1999年成立「台南企業(開曼)股份有限公司」，是為了在中國發展品牌(TONY WEAR 湯尼威爾)而成立的公司。